# Herbert Eimert
 (février 2018).
Si vous disposez d'ouvrages ou d'articles de référence ou si vous connaissez des sites web de qualité traitant du thème abordé ici, merci de compléter l'article en donnant les références utiles à sa vérifiabilité et en les liant à la section « Notes et références ».
Herbert Eimert, né le 8 avril 1897 à Kreuznach et mort le 15 décembre 1972 à Düsseldorf, est un musicien allemand.

## Biographie
Il suit ses études au conservatoire de Cologne. Pionnier de la musique électronique, il crée, en 1951, le Studio für elektronische Musik de la radio de Cologne. De cette époque datent Etüde über Tongemische (1954) et Epitaph für Aikichi Kuboyama pour récitant et sons électroniques (1962).